# La Tâche (Weinlage)

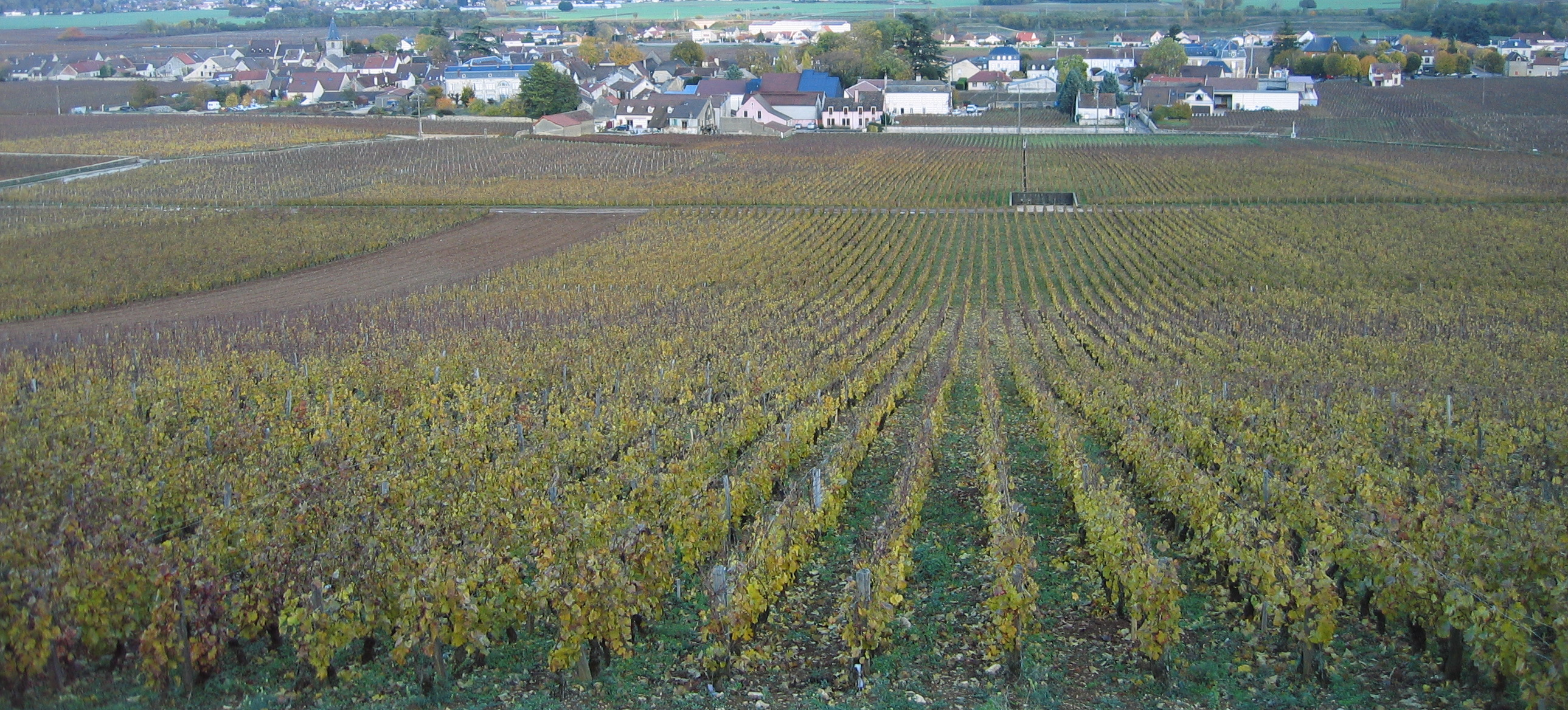
La Tâche im Herbst.

La Tâche ist eine als Grand Cru eingestufte Weinlage an der Côte d’Or im französischen Weinbaugebiet Burgund. Sie liegt in der Gemeinde Vosne-Romanée, hat eine Fläche von 6,06 Hektar und eine eigene Appellation. Erzeugt wird ausschließlich Rotwein.

## Lage, Klima und Boden
Die Weinlage La Tâche befindet sich auf einem leicht ansteigenden Osthang in 255 bis 300 m Höhe über dem Meeresspiegel. Im Norden grenzt sie an die Weinlage La Grande Rue und wird nur durch diesen schmalen Weinberg von den bekannten Grand Cru-Lagen La Romanée und Romanée-Conti getrennt. Östlich stößt die Lage zum Teil unmittelbar an den Dorfkern von Vosne und zum anderen schiebt sich eine kleine Rebfläche mit dem Status eines Bourgogne Villages zwischen das Dorf und La Tâche. Im Süden liegt die Premier Cru-Lage Aux Malconsorts. Die Weinlage setzt sich aus den Gemarkungen La Tâche (1,43 Hektar) und Les Gaudichots (4,62 ha) zusammen. La Tâche ist eine Monopollage der Domaine de la Romanée-Conti.
Das Klima wird dem burgundischen Übergangsklima zugeordnet, bei dem kontinentale Einflüsse gegenüber maritimen überwiegen. Die zumeist trockenen und heißen Sommer lassen den Pinot noir zwar ausreifen, große Jahrgänge entstehen aber nur, wenn kein Regen im Herbst die Lese beeinträchtigt. Bedingt durch die reine Ostlage ist das Mikroklima verhältnismäßig kühl, aber besonders sonnig. Genau unterhalb des Einschnitts der Combe de Concoeur gelegen, ist La Tâche vor nächtlichen Fallwinden und Spätfrösten geschützt.
Der höher gelegene Teil der Weinlage ruht auf einem Oolithsockel aus dem Bathonium. Der Unterboden des tieferen Teils der Lage liegt auf Premeaux-Kalkstein. Die braune, lehmig-kalkige Rendzinaschicht von La Tâche ist im oberen Teil deutlich dünner als im unteren. Im untersten Bereich der Lage ist fossilführender Mergel des Bajocium aufgeschlossen. Die zahlreichen Kalksteine speichern die Wärme des Tages und strahlen sie in der Nacht wieder an die Reben ab. Zudem sorgen sie für eine gute Drainage.

## Wein
Der Wein von La Tâche wird in der Regel ausschließlich aus Pinot noir erzeugt. Als weitere rote Rebsorte ist Pinot Liébault zugelassen. Theoretisch dürfen bis zu 15 % weiße Trauben (Chardonnay, Pinot Beurot und Pinot blanc) verwendet werden. Der natürliche Alkoholgehalt muss mindestens 11,5 Volumenprozent betragen. Die Chaptalisation ist – wie überall in Burgund – erlaubt. Im Falle einer künstlichen Anreicherung durch Trockenzucker ist ein maximaler Alkoholgehalt von 14,5° festgelegt. Der Basisertrag beträgt jährlich 35 Hektoliter je Hektar, dieser darf maximal um 20 % überschritten werden. Von 2003 bis 2007 wurden im Mittel 151 Hektoliter vom gesamten Weinberg erzeugt. Das entspricht jährlich 25,1 hl/ha. Damit liefert dieser Grand Cru gut 19.630 Flaschen pro Jahr.
Im Jahr 2005 betrug das mittlere Alter der Rebstöcke 54 Jahre. Die letzten Neuanpflanzungen datierten zu diesem Zeitpunkt aus den Jahren 1998, 2001 und 2005. Aus diesem Weinberg wurden in den Jahren 1947 und 1948 geeignete Stöcke zur Bepflanzung der Lage Romanée-Conti entnommen.
In Beschreibungen wird dem Rotwein von Weinkennern eine besondere Geschmacksfülle, Finesse und Komplexität sowie Haltbarkeit zugesprochen.

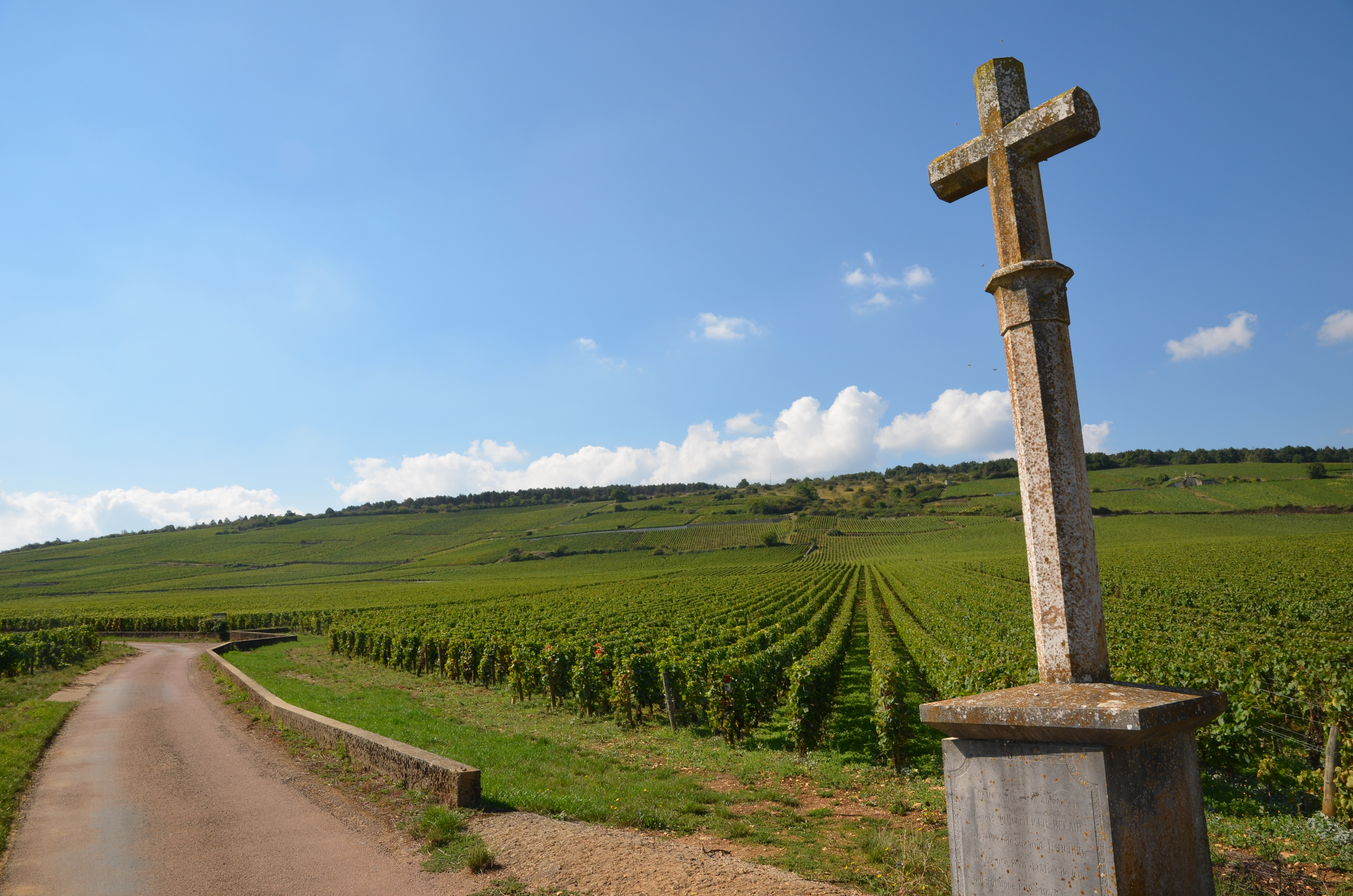
Lage La Tâche in Vosne-Romanée
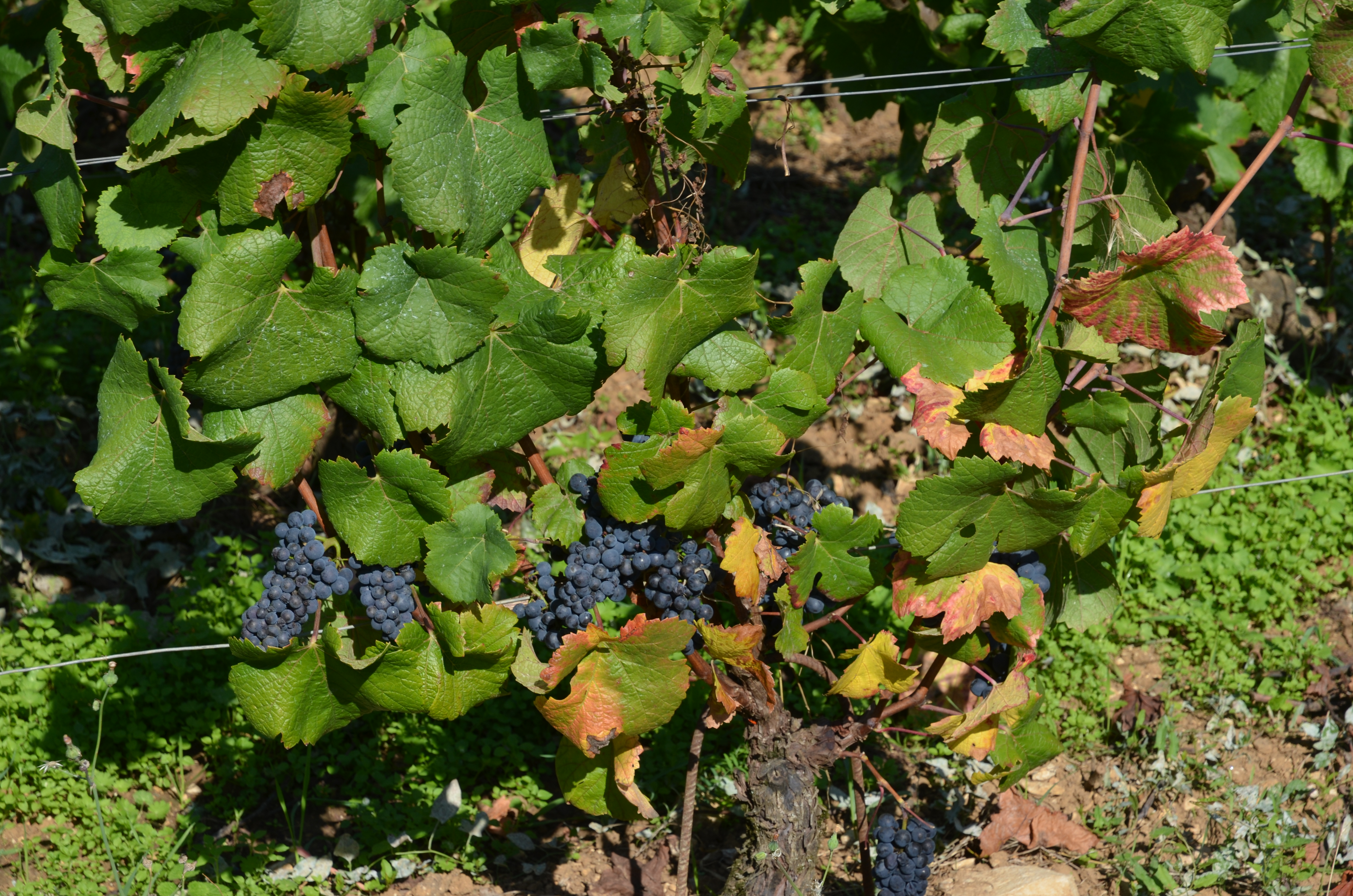
Rebe - La Tâche im Jahr 2016

## Geschichte
Die Geschichte der Grand Cru Lagen von Vosne-Romanée ist untrennbar mit den Abteien von Cîteaux und Saint-Vivant im heutigen Curtil-Vergy verbunden. Die Klöster betrieben bis zum Jahr 1791 Weinbau. Das Renommée von La Tâche belegt unter anderem ein Verzeichnis des Weinkellers Ludwigs XVI. Der Wein firmiert dort neben Clos de Vougeot, Richebourg, Chambertin und Romanée-Saint-Vivant. Im Frankreich der Revolution wurden die Besitztümer der Kirche zu Nationalgütern erklärt und versteigert. La Tâche wurde von dem Weinhändler Nicolas-Joseph Marey (1760–1818) aus Nuits-Saint-Georges erworben. Verheiratet war er mit der Tochter des Mathematikers und zeitweiligen Ministers Gaspard Monge aus Beaune, daher erhielt dieser Familienzweig den Namen Marey-Monge. Marey zahlte für die ehemals 1,5 Hektar große Lage 900 Livre je Ouvrée (eine ouvrée = 0,428 Hektar). Im Kaufvertrag stand der Vermerk, dass die Weine von La Tâche die besten Weine von Vosne seien. Somit war der Preis für eine Ouvrée deutlich höher als im Chambertin (777 Livres), Clos de Tart (415 Livres) oder auch im Clos de Vougeot (616 Livres).
Im Jahr 1815 erwarb Louis Liger-Belair zusammen mit seinem Sohn Louis-Charles 40 Hektar Rebland in Vosne und Umgebung, darunter die Weinlage La Tâche. Nachdem die Ländereien bis zum Jahr 1933 auf nur noch 24 Hektar geschrumpft waren, verkaufte die Familie die Lage La Tâche aufgrund von Erbstreitigkeiten an die Domaine de la Romanée-Conti.
Den Status eines Grand Cru erhielt die Lage La Tâche am 11. September 1936. Hierbei wurden zur eigentlichen Gemarkung La Tâche (1,43 Hektar) noch ein 4,62 ha großer Teil der Gemarkung Les Gaudichots zugeschlagen. Das Dekret über die Appellation Contrôlée erfasst gleichzeitig die benachbarten Grands Cru Lagen Romanée-Saint-Vivant, Richebourg, Romanée-Conti und La Romanée.